# Khara Morin
Khara Morin était un club russe de volley-ball fondé en 2001 et basé à Oulan-Oude, évoluant pour la saison 2014-2015 en Majeure Ligue B.

## Effectifs

### Saison 2013-2014
Entraîneur : Sergeï Alekseïev  Russie